# Denis Villeneuve
Denis Villeneuve OC CQ (francosko: [dəni vilnœv]), kanadski filmski režiser, scenarist in producent, * 3. oktober 1967, Bécancour, Québec, Kanada.
Je štirikratni prejemnik nagrade za režijo na podelitvah Canadian Screen Awards oz. predhodniku, nagradi genie, od zgodnjih 2010. let deluje v Hollywoodu. Velja za enega najbolj priznanih sodobnih kanadskih filmskih ustvarjalcev.

## Življenje in delo
Rodil se je v predmestju kraja Bécancour v Québecu, v francosko govorečem delu Kanade, očetu notarju in mami gospodinji. Ima še štiri mlajše sorojence, tudi njegov brat Martin je filmski ustvarjalec. Obiskoval je zasebno šolo v kraju Trois-Rivières, kjer je nadaljeval šolanje na kolidžu Cégep de Trois-Rivières, smer naravoslovje. Že v srednji šoli se je preskušal z ustvarjanjem kratkih filmov, pritegnila ga je znanstvena fantastika, zato je namesto kariere v znanosti, o kateri je razmišljal, vpisal študij komunikacij s poudarkom na filmu na Univerzi Québeca v Montréalu.
Sledilo je še nekaj kratkih filmov, nato pa prvi poskusi v formatu celovečercev. Un 32 août sur terre o ženski, ki poskuša zanositi po prometni nesreči, je bil premierno prikazan v sekciji Un certain regard Filmskega festivala v Cannesu, kasneje pa je bil izbran tudi za kanadskega kandidata za oskarja za najboljši tujejezični film, a ni bil nominiran. Njegov naslednji film, Maelström (2000), je prejel več kot ducat festivalskih nagrad in mu prinesel prvo nagrado genie za najboljšega režiserja ter najboljši film. Kljub uspehu je sledil devetletni premor v ustvarjanju, v tem času se je posvetil vzgoji otrok in učenju ter se preživljal z ustvarjanjem televizijskih oglasov.
Vrnil se je s kontroverznim črnobelim filmom Polytechnique (2009), ki je pritegnil veliko polemik zaradi svoje tematike – govori namreč o strelskem pohodu na Univerzi v Montréalu leta 1989 – a tudi osvojil nekaj najpomembnejših kanadskih filmskih nagrad. Dokončno je prodrl naslednje leto z dramo Incendies o libanonski državljanski vojni, ki mu je poleg številnih nagrad in nominacije za oskarja za najboljši tujejezični film prinesel ponudbe za sodelovanje velikih hollywoodskih studiev.
Naslednji velik projekt je bil triler Ugrabljeni (2013) s Hughom Jackmanom in Jakeom Gyllenhaalom, ki ga je distribuiral Warner Bros. Pictures. Film je bil nominiran za oskarja za najboljšo kinematografijo na podelitvi tistega leta in tudi komercialno uspešen. Z Gyllenhaalom je tik pred tem posnel še bolj psihološki dramski triler Enemy o paru dvojnikov in vzpostavil tesno sodelovanje. Projekta sta se dopolnjevala kot prikaz režiserjevega sloga na dva povsem različna načina, en visokoproračunski, velikopotezen in precej nasilen, drug pa bolj umirjen in »umetniški«. Še vedno je bil Villeneuve negotov glede svojih možnosti za uveljavitev v Hollywoodu, zato je pazljivo premislil o ponudbah, ki so takrat začele bolj množično prihajati od studiev, in izbral akcijski triler Sicario, da bi mu služil kot lekcija za še bolj velikopotezno zgodbo. S tem filmom, ki je bil nov finančni in kritiški uspeh, se je dokončno dokazal kot avtor svetovnega formata.
Opogumljen z uspehom in dovolj uveljavljen, da je imel v studijskem sistemu veliko ustvarjalne svobode, se je naposled lotil svojih dolgoletnih sanj posneti velikopotezen znanstvenofantastičen film. Film Prihod (2016) po kratki zgodbi Story of Your Life avtorja Teda Chianga je ustvaril z dokaj skromnim proračunom, a je njegova minimalistična estetika prišla do izraza in kljub kompleksni zgodbi o problemu komunikacije z inteligentnimi nezemeljskimi bitji in dojemanju časa je tudi na račun izstopajoče igre Amy Adams v vlogi glavne protagonistke Prihod požel odobravanje kritikov in občinstva. Nominiran je bil za oskarja za najboljši film, kar je za znanstvenofantastične filme redkost. Sledil je še večji podvig, nadaljevanje kultnega filma Iztrebljevalec režiserja Ridleya Scotta iz zgodnjih 1980. let. Ta je bil znova toplo sprejet pri kritikih, komercialno pa zaradi različnih dejavnikov (dolžina, visok proračun, neposrečeno oglaševanje) ni dosegel pričakovanj. Kljub temu je v začetku leta 2017 dobil položaj režiserja za nov »kulten« projekt, filmsko priredbo romana Peščeni planet avtorja Franka Herberta. Odločil se je, da bo zgodbo razdelil v dva filma in po solidnem komercialnem uspehu ob izidu sta podjetji Warner Bros. in Legendary Pictures potrdili snemanje drugega dela, ki je izšel marca 2024. Poleg tega bo režiral pilotno epizodo in deloval kot izvršni producent izpeljane serije Dune: The Sisterhood za spletno pretočno storitev HBO Max.

### Zasebno življenje
Villeneuve je poročen z novinarko in režiserko Tanyo Lapointe, iz prejšnje zveze pa ima tri otroke.

## Filmografija
- Un 32 août sur terre (1998)
- Maelström (2000)
- Polytechnique (2009)
- Incendies (2010)
- Ugrabljeni (Prisoners; 2013)
- Enemy (2013)
- Sicario (2015)
- Prihod (Arrival; 2016)
- Iztrebljevalec 2049 (Blade Runner 2049; 2017)
- Dune: Peščeni planet (Dune; 2021)
- Dune: Peščeni planet, 2. del (Dune: Part Two; 2024)